# Transformice
Transformice (uneori abreviat TFM) este un joc online independent free-to-play creat de designerii francezi Melibellule și Tigrounette. Melibellule produce arta și grafica jocului, iar Tigrounette se ocupă de programarea și mecanicile jocului. Jocul a fost lansat inițial pe 1 mai 2010. Transformice a fost lansat pe Steam la 30 ianuarie 2015.

## Moduri de joc
Transformice are câteva moduri de joc, fiecare având obiective diferite.

### Transformice
Acesta este modul de joc normal, care conține mapele create de jucători. Ocazional, pot apărea mape din modul de joc Racing. În acest mod de joc, jucătorii sunt ajutați de un șaman ales prin rotație.

### Vanilla
Vanilla este modul de joc similar celui obișnuit, fiind preferat de jucători datorită nivelului scăzut de dificultate. Mapele din modul Vanilla sunt create numai de administratori.

### Survivor
În acest mod, șamanul încearcă să omoare ceilalți jucători, invocând ghiulele și alte obiecte. 

### Bootcamp
Nivelele de Bootcamp sunt de cele mai multe ori extrem de grele. Ele sunt create de jucători experimentați, și finalizarea lor necesită întotdeauna cunoștințe de wall-jump și corner jump.

### Defilante
În acest mod, mapa este orizontală, iar șoarecii trebuie să o termine în cel mai scurt timp posibil. Există puncte distribuite pe mapă, care trebuie coletate într-un număr cât mai mare. Jucătorii sunt ajutați de arcuri și alte obiecte asemănătoare. Acest mod nu are un șaman.

### Village
Nu există obiective în acest mod. Jucătorii îl folosesc pentru a socializa și pentru a face schimburi între ei. De asemenea, există locuri în care se pot cumpăra insigne, titluri și consumabile.

### Module
Acestea sunt dezvoltate de jucători, în limbajul de programare Lua. Ele necesită o aprobare înainte de a deveni oficiale.

## Tribul
Tribul este un grup de jucători, având un chat special unde pot pune întrebări și discuta. Există o casă a tribului unde anumiți utilizatori pot alege mape și module. Fiecare trib are o cateogorie proprie pe forumul Atelier801, care este moderată de șeful spiritual și cei aleși de el.

## Forumul
Forumul este platfoma în care utilizatorii pot discuta între ei și cu moderatorii jocului. Acesta este împărțit în mai multe categorii, și este folosit în general pentru sugestii, propunerea de mape noi și diverse discuții la care iau parte utilizatorii.

## Legături externe
- Site web oficial